# Claude Rault
Claude Jean Narcisse Rault MAfr (Poilly, Département Marne, França, 28 de novembro de 1940) é um religioso francês e bispo católico romano emérito de Laghouat, na Argélia.
Rault estudou filosofia no Seminário maior de Coutances e depois entrou no noviciado dos Padres Brancos de Gap. Em 18 de junho de 1966, ele fez o juramento de missão e começou a estudar teologia em Ottawa, Canadá. Ele completou sua formação no seminário dos Padres Brancos em Vals-près-le-Puy (França). Foi ordenado sacerdote em 29 de junho de 1968 em Coutances.
Depois da ordenação, foi economista no noviciado de Gap de 1968 a 1970. Em seguida, estudou árabe no Pontifício Instituto de Estudos Árabes e Islâmicos de Roma (1971–1972).
Após o seu destacamento na diocese de Laghouat, trabalhou como pároco nas paróquias de Ghardaia, Touggourt e Ouargla de 1972 a 1993. Em 1987 tornou-se Vigário Geral da Diocese. Ele ocupou este cargo sob o bispo Michel Gagnon até 1999. Desde 1999 foi Provincial dos Padres Brancos pela Argélia e Tunísia.
O Papa João Paulo II o nomeou Bispo de Laghouat em 26 de outubro de 2004. Foi ordenado episcopado em 16 de dezembro do mesmo ano pelo Presidente do Pontifício Conselho para o Diálogo Inter-religioso, Arcebispo Michael Fitzgerald MAfr. Os co-consagradores foram o arcebispo de Argel, Henri Teissier, e o bispo de Ségou, Augustin Traoré. A inauguração na diocese de Laghouat aconteceu três dias depois.
Em 16 de março de 2017, o Papa Francisco aceitou sua renúncia relacionada à idade.